# NGC 5905
NGC 5905 is een balkspiraalstelsel in het sterrenbeeld Draak. Het hemelobject werd op 5 mei 1788 ontdekt door de Duits-Britse astronoom William Herschel.

## Synoniemen
- UGC 9797
- MCG 9-25-38
- ZWG 274.36
- IRAS 15140+5541
- PGC 54445